# Gyalu (szerszám)

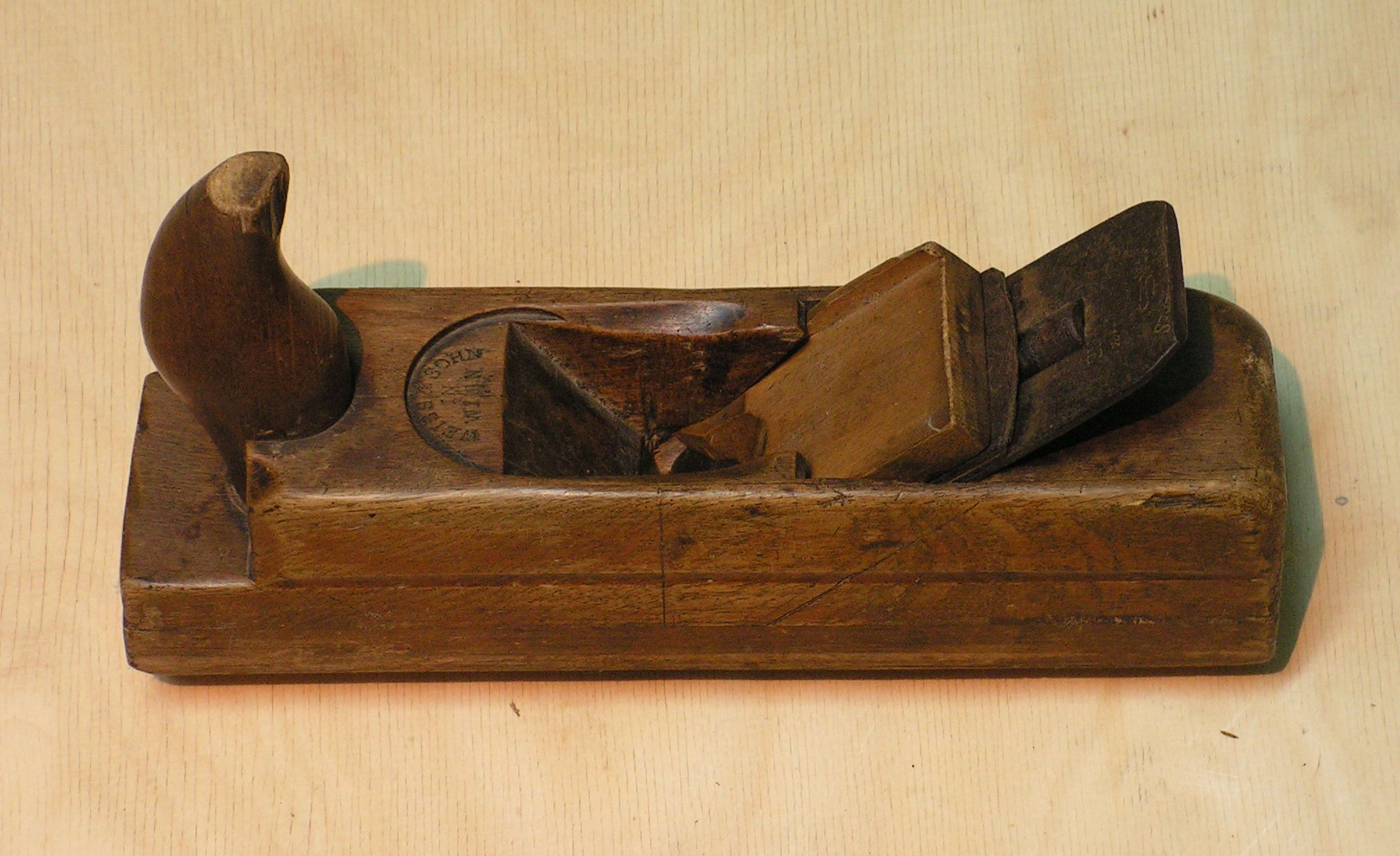
2-es kézi simítógyalu

A gyalu a faanyag felületének alakítására - simítás, borzolás, nút- vagy profilvágásra, esetleg díszítésre szolgáló ősi szerszám. Kezdetleges gyalutípusokat már az egyiptomiak, majd a többi ókori kultúrnép is használt.
Részei: a tok, a talp, a szarv vagy fül, - esetleg nyél vagy nyelek, - a forgácslyuk, a száda vagy forgácskés, a gyaluvas és az ezeket rögzítő ék vagy sróf. A tok többnyire keményfából, néha vasból is, a talp fából, vasból, elefántcsontból stb. készülhet. A kés élének alakja szerint van egyenes, íves, tört élű, s egyenes és íves vonalakból álló, állása szerint lehet a vágásirányba álló (elővágó),  vagy lehet  a vágásiránnyal szöget bezáró, többnyire 90 fokos. Utóbbi állásnál az anyagtól és a feladattól függő dőlésszöget kell figyelembe venni. A kés lehet egyszerű, vagy fedővassal (forgácstörővel) felszerelt (2-es gyalu). A fedővas (forgácstörő) arra való, hogy az (a forgácsolásra megfelelően beállított) késről leválasztott forgácsokat, - mielőtt még a fa rugalmassága folytán a munkafelület irányában tovább kihasadhatnának, - eltörje. A fedővas egy alul kissé hajlott vaslemez, melyhez képest a gyalukés mélysége sróffal vagy más módon állítható.
Működésmódja és rendeltetése szerint sokféle a gyalu. Egyenes, síkfelület finomra való gyalulásánál a művelet a következő: a nagyológyaluval eltávolítjuk nagyjában a felület durvaságait és fölösleges anyagának legnagyobb részét, majd az egyszerű simítógyaluval vagy simító eresztőgyaluval egyengetjük.  A párkánygyalut az éles sarkok kialakítására és tisztítására, a fogas gyalut az összeenyvezendő felületek fölborzolására, a szántalpú gyalut homorú felületekhez, a fenékgyalut nútok fenekének simítására, az alj- vagy sánc gyalut aljak készítésére, az eresztékes gyalut ereszték készítésére használják. A falazatgyalu hátfalak, a lemezelő gyalu ajtó-, stb. bélletek széleinek alakítására; tapaszaljgyalu ablakok rámafáinak  gyalulására való kialakítására szolgál. Ráma- és párkánylécek készítésére egyes vagy összetett, -  párkányelemek szerint kialakított profilú késsel felszerelt gyalukat használunk. A gyalutest kézi működtetéséhez képest is lehet különböző kialakítású, és  lehet több részből álló az egyenletes távolságtartás vagy a speciális felület miatt.
Ezen kívül van számos különleges célra szolgáló asztalos gyalu, pl. gyújtószálka-gyalu (Rómer-féle gyalu, magyar találmány), csöves gyalu, tollszár-gyalu, skatulyaforgács-gyalu, talpkéreg-gyalu stb. Más faipari ágakban szintén különleges alakú és elnevezésű gyaluk vannak; így pl. a kádár használ: hántó-, porzó-, homorító-, bütü-, takarító-, alj-, csínvágó-, kecske- (vagy eresztőpad-), fenék-, hímző-, és ikergyalut. A hintókészítő szakmában pedig egész különleges alakú díszítő gyalukkal dolgoztak, ahol néha pl. az ék is vasból készült.
A gyalu vágórészén, a késen, - hasonlóan a történelmi elődjéhez a vésőkhöz, - háromféle szöget különböztetünk meg: az élszöget, az elhelyezési és a metszőszöget, ami a kettő együttese. Ezen szögek közönséges gyaluknál a következő határok között váltakoznak: Az élszög = 19°-34° az elhelyezési szög = 15°-28°; a metszőszög 44°-57°. Fogas gyalunál a metszőszög 63°-79° között van. Különleges gyalukések a Skriván-félék, ahol a párkányelemeket jelző kés keresztmetszete a gyalulandó párkányléc profilját adja, amellett pedig még ívben meg van hajlítva.